# México en 1827
México en 1827 (Mexico in 1827, título original en inglés) es una obra de Henry George Ward, publicada en Londres en 1828 en dos tomos por la editorial Henry Colburn. En ella el autor, un diplomático inglés, realizó un balance del estado de diversos aspectos de México, recién independizado de España, principalmente de la minería y potenciales riquezas del país. Está dotado de diversos dibujos, todos hechos por Emily Elizabeth Ward, esposa del funcionario.

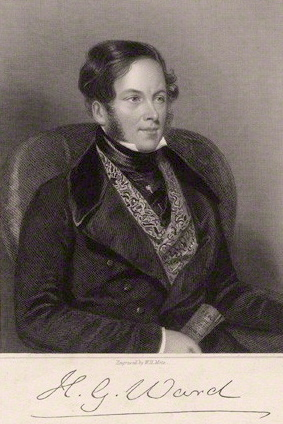
Henry George Ward, diplomático inglés, autor de México en 1827

## Historia
En Europa, la implementación del libre mercado era cada vez mayor y Reino Unido buscaba la expansión de sus mercados ante la fama creciente de la riqueza minera del continente americano, específicamente en México. El entonces ministro de relaciones exteriores británico, George Canning, tuvo la misión de analizar las posibilidades comerciales inglesa en los territorios en donde se ejercía un mínimo comercial. Tras el Tratado de Utrecht de 1713, se había permitido la entrada anual del navío de permiso(derecho limitado a comerciar con lo que hoy es América hispana) y el asiento de negros (permiso para vender esclavos). Tras las independencias, muchas de las minas mayores se encontraban ahogadas por el desuso, por lo que esfuerzos, como el de Lucas Alamán en México, llevaron a buscar inversiones en Londres. Por ello envió un grupo diplomático a Buenos Aires, Bogotá y la México; Ward fue el designado para esta misión.

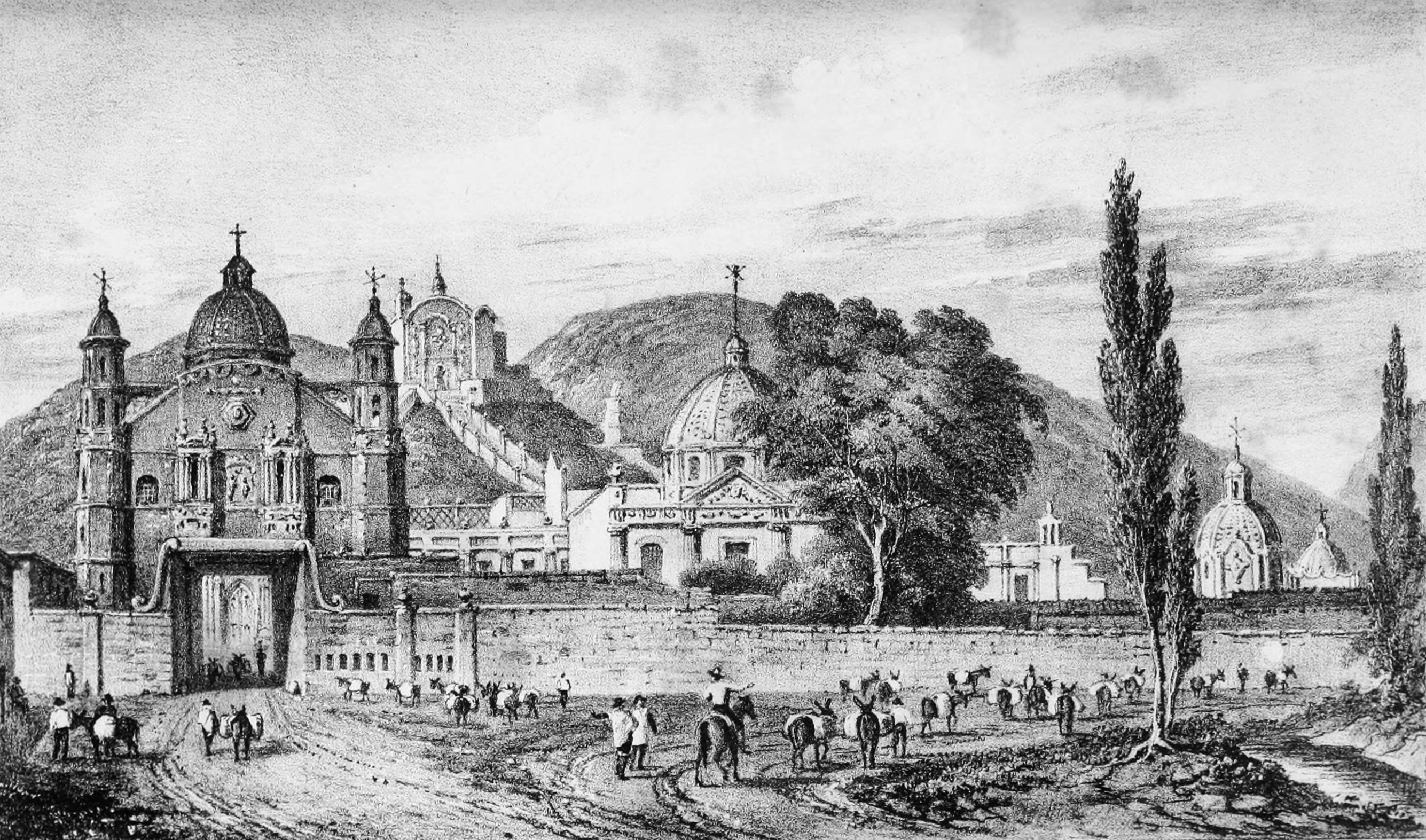
El dibujo de la Colegiata de Guadalupe, como todas las ilustraciones de México en 1827, se debe a Emily Elizabeth Ward

Ward viajó a México en 1825 como ministro plenipotenciario del Reino Unido, con el fin de realizar un tratado de amistad y comercio con México, y de esta manera reconocer su recién lograda independencia. El buque Egeria, en el que viajaron Ward y su esposa, atracó en la Isla de Sacrificios el 11 de marzo. El entonces joven diplomático Ward era entusiasta de un acuerdo con México, y sumaría a dicho trabajo al experimentado y ya presente en el país, James Morier. En el ámbito mexicano, Lucas Alamán, entonces ministro de relaciones exteriores, creía que la atracción de capitales e inversión extranjera generaría mayor riqueza y promovió la apertura comercial de México; la inglesa fue una de las aceptadas. Alamán fue quien aceptó las cartas credenciales de Ward a su arribo a México. Las primeras negociaciones entre ambos representantes terminó en conflicto, según Ward, por falta de franqueza en los términos en que Alamán quería el establecimiento de una compañía minera de capital inglés en el país. Ward incrementaría, igualmente, el conflicto entre él y Joel R. Poinsett, embajador de los Estados Unidos.
Hacia 1826 Ward recibió la orden de incrementar la información estadística del país con el fin de documentar detalladamente las opciones de inversión británica, a través de una serie de cuestionarios, los cuales no fueron del todo exitosos debido a que eran o bien inexistentes o sin detalles, debido a la relativamente recién lograda Independencia; por lo anterior, decidió viajar por el país para tener una mayor noción del mismo.

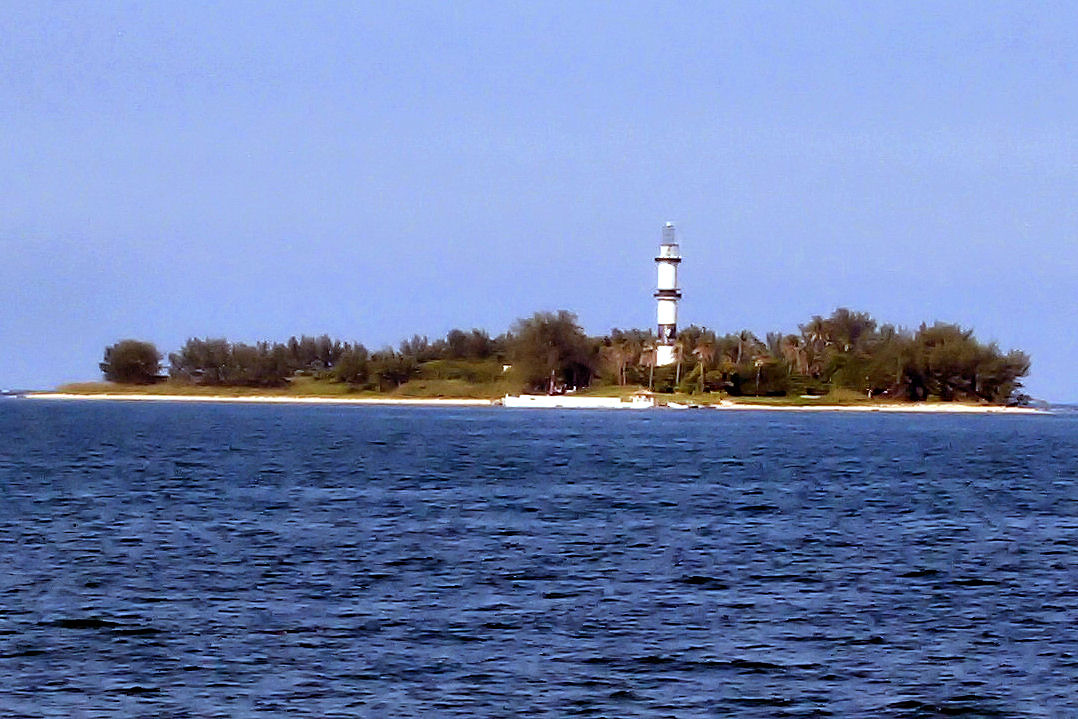
Isla de Sacrificios, Veracruz, en la actualidad

## Influencia de la obra
La publicación de la obra de Ward alcanzaría uno de sus objetivos: el promover la inversión británica en México. La publicación del libro amplió la información de referencia sobre la nación, ya que Humboldt era la única fuente para entonces, mientras que Ward recorrió una distancia mayor que el alemán por el incipiente país. El acuerdo comercial entre México y el Reino Unido se firmó el 6 de abril de 1825. Si bien la obra tenía como objetivo el estudio de las riquezas mineras de México, el autor amplió su estudio a otros temas como la población, geografía, sociedad y la historia mexicana reciente.